# Irene Rozema
Irene Rozema es una deportista alemana que compitió para la RFA en piragüismo en la modalidad de aguas tranquilas. Ganó una medalla de plata en el Campeonato Mundial de Piragüismo de 1966 y una medalla de bronce en el Campeonato Europeo de Piragüismo de 1965.

## Palmarés internacional
| Campeonato Mundial | Campeonato Mundial    | Campeonato Mundial | Campeonato Mundial |
| Año                | Lugar                 | Medalla            | Competición        |
| ------------------ | --------------------- | ------------------ | ------------------ |
| 1966               | Berlín Oriental (RDA) | Medalla de plata   | K4 500 m           |
| Campeonato Europeo |                       |                    |                    |
| Año                | Lugar                 | Medalla            | Competición        |
| 1965               | Bucarest (Rumania)    | Medalla de bronce  | K4 500 m           |